# Міжнародний арбітраж
Міжнаро́дний арбітра́ж — один з мирних засобів розв'язання міжнародних спорів у формі третейського розгляду справ.
Міжнародний арбітраж передбачений багатьма міжнародно-правовими актами, зокрема Статутом ООН. Звернення до міжнародного арбітражу добровільне і можливе після укладення міжнародної угоди держав, т. з. третейського запису або компромісу. Третейський запис визначає предмет спору, склад третейського суду, порядок його обрання, процедуру розгляду справи, джерела права, які мають бути застосовані арбітрами, і зобов'язання виконати рішення арбітражу міжнародного. Третейський суд може складатися з одного або кількох арбітрів і суперарбітра (голови). Кожна сторона призначає однакове число арбітрів. Суперарбітр призначається сторонами або обирається арбітрами чи іншим порядком за домовленістю сторін.
Українська література недостатньо вивчає питання міжнародного арбітражу. Серед авторів, які приділяють увагу цьому питанню, науковці та практики Г. Цірат, І. Побірченко, Т. Кісельова, М. Мальський, Т. Сліпачук та ін.
Комісія міжнародного права ООН підготувала проект процедури арбітражу, в основу якого покладено добровільність міжнародного арбітражу.
Міжнародний комерційний арбітраж — орган, що розв'язує цивільні справи щодо зовнішньої торгівлі та інші комерціні спори за участі сторін з різних юрисдикцій. Діє як третейський суд, тобто складається з осіб, вибраних сторонами (третейських суддів, арбітрів) та вирішує спори в межах компетенції, основаної на згоді сторін.
В Україні функціонують  Міжнародний комерційний арбітражний суд (ICAC) та Морська арбітражна комісія (UMAC) при  Торгово-промилосвій палаті України.

## Проарбітражна політика України
Зміни, впроваджені до  Господарського процесуального кодексу України (ГПК) та  Цивільного процесуального кодексу України (ЦПК) у 2018 році, сприяють проарбітражній політиці держави. 
Нові редакції ГПК та ЦПК:
- Деталізують та встановлюють чіткі правила реалізації права на звернення до арбітражу та  третейського суду
- Запроваджують прогресивні норми щодо тлумачення угоди про передачу справи в арбітраж / третейський суд
- Розмежовують терміни «арбітраж» та «третейський суд» та встановлюють нові правила арбітрабільності спорів

Впровадження у новому ЦПК ефективних механізмів виконання судами функцій сприяння міжнародному комерційному арбітражу є основним інструментом проарбітражної політики держави. Сьогодні сторона арбітражного розгляду може звернутися до апеляційного суду за заходами забезпечення позову, на прохання міжнародного комерційного арбітражу чи сторони арбітражного розгляду суд може витребувати чи оглянути докази, здійснити допит свідка тощо. Такі заяви державний суд розглядає у дуже стислі строки, що є привабливим для сторін. Разом з тим, дієвість нового українського процесуального законодавства буде залежати від того, як його на практиці будуть застосовувати державні суди.